# 木野村 (岐阜県)
木野村（このむら）は、かつて岐阜県加茂郡にあった村である。
現在の美濃加茂市加茂野町木野に該当する。

## 歴史
- 1889年（明治22年）7月1日 - 町村制により、木野村が発足。
- 1897年（明治30年）4月1日 - 加茂野村、今泉村、稲辺村、鷹巣村、市橋村と合併し、改めて加茂野村発足。同日木野村は廃止。